# Weißt du, wie viel Sternlein stehen

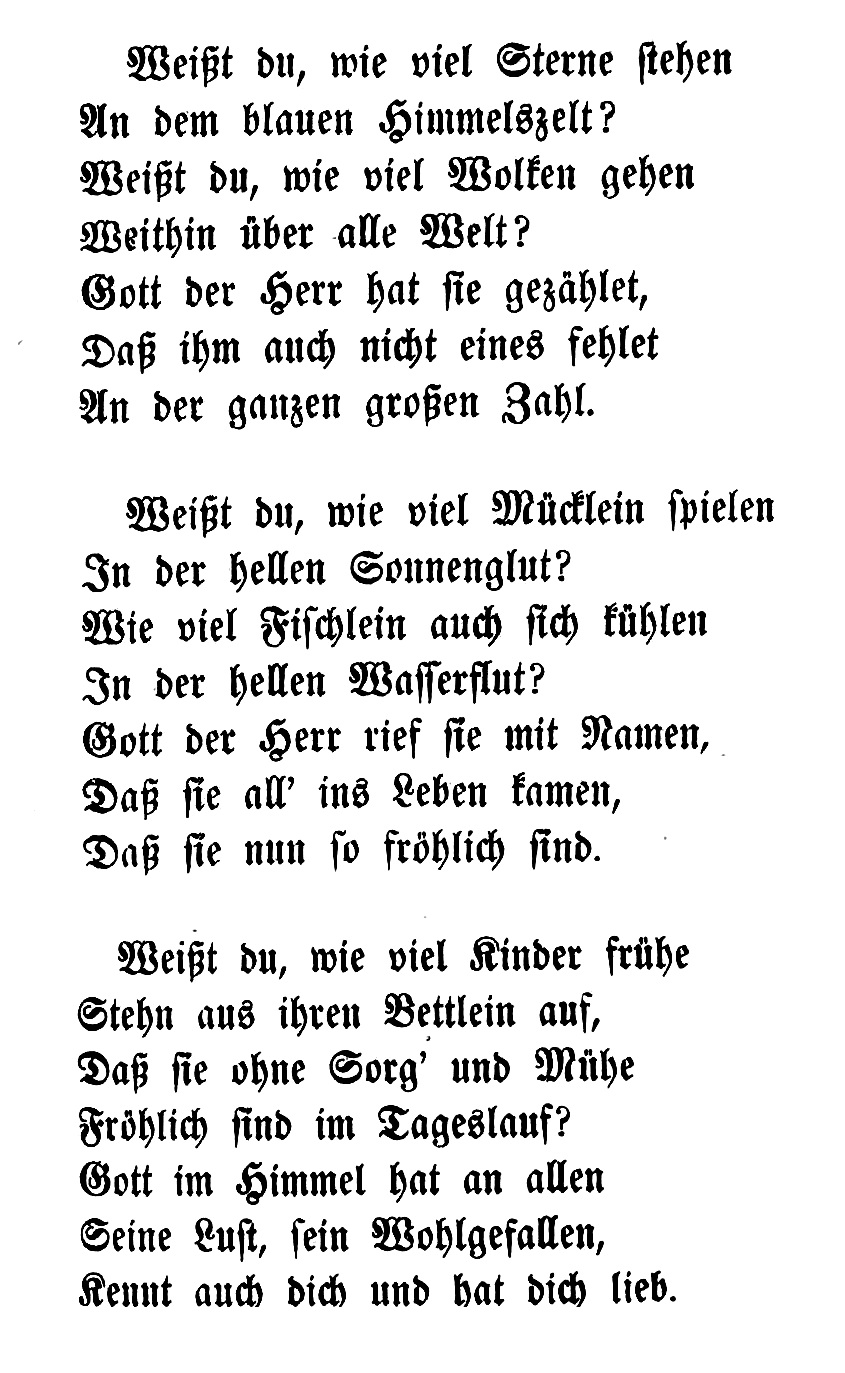
Weißt du, wie viel Sterne stehen, Druckfassung 1852

Weißt du, wie viel Sternlein stehen ist ein deutschsprachiges Volkslied. Der Text stammt von dem evangelischen Pfarrer und Dichter Wilhelm Hey (1789–1854), der ihn 1837 erstmals veröffentlichte. Bei der Melodie handelt es sich um eine Volksweise, deren heutige Fassung seit 1818 belegt ist.

## Inhalt
Das Lied wird gemeinhin als Abend- und Wiegenlied gesungen, zumal die „Sterne am Himmelszelt“ seit Paul Gerhardts Nun ruhen alle Wälder (1647) ein gängiges Motiv dieser Liedgattung sind. Bei näherer Betrachtung des Textes fällt allerdings auf, dass erst in der dritten Strophe vom Schlaf die Rede ist, und dort aber von Kindern, die morgens nach dem Schlaf wieder aufstehen. Tatsächlich handelt das Lied von der Sorgfalt und Achtsamkeit, die Gott seiner Schöpfung entgegenbringt. Der Text nimmt das biblische Bild des sternenübersäten Himmels für die unzählbar große Nachkommenschaft auf (1 Mos 15,5 ). Das „Zählen“ und „Benennen“ sind Ps 147,4  entlehnt. Dabei gilt das „Zählen“ im Alten Testament als ein göttlicher Herrschaftsakt, der den Menschen nicht zusteht (2 Sam 24,2–17 ). Die zweite Strophe konkretisiert dieses Bild, indem Gott die Geschöpfe beim Namen ruft (Jes 40,26 ). Die Form des Liedes besteht strophenweise aus fiktiven Frage-Antwort-Spielen, bei denen auf die immer gleiche rhetorische Frage „Weißt du, wie viel …“ eine belehrende Antwort folgt. Die Volksliedforschung reiht das Lied unter die Rätsellieder ein. Das Lied wurde in das Evangelische Gesangbuch (Nr. 511) im Abschnitt „Natur und Jahreszeiten“ aufgenommen; es gilt als eines der Kernlieder unter den evangelischen Kirchenliedern.

## Melodie und Text
Originaltext (1837)

Weißt du, wie viel Sterne stehen

An dem blauen Himmelszelt?

Weißt du, wie viel Wolken gehen

Weithin über alle Welt?

Gott der Herr hat sie gezählet,

Daß ihm auch nicht eines fehlet,

An der ganzen großen Zahl.

Weißt du, wie viel Mücklein spielen

In der hellen Sonnenglut?

Wie viel Fischlein auch sich kühlen

In der hellen Wasserflut?

Gott der Herr rief sie mit Namen,

Daß sie all’ ins Leben kamen,

Daß sie nun so fröhlich sind.

Weißt du, wie viel Kinder frühe

Stehn aus ihren Bettlein auf,

Daß sie ohne Sorg’ und Mühe

Fröhlich sind im Tageslauf?

Gott im Himmel hat an allen

Seine Lust, sein Wohlgefallen,

Kennt auch dich und hat dich lieb.
Heute übliche Textfassung

Weißt du, wie viel Sternlein stehen

an dem blauen Himmelszelt?

Weißt du, wie viel Wolken gehen

weithin über alle Welt?

Gott der Herr hat sie gezählet,

dass ihm auch nicht eines fehlet

|: an der ganzen großen Zahl. :|

Weißt du, wie viel Mücklein spielen

in der heißen Sonnenglut,

wie viel Fischlein auch sich kühlen

in der hellen Wasserflut?

Gott der Herr rief sie mit Namen,

dass sie all ins Leben kamen,

|: dass sie nun so fröhlich sind. :|

Weißt du, wie viel Kinder frühe

stehn aus ihren Bettlein auf,

dass sie ohne Sorg und Mühe

fröhlich sind im Tageslauf?

Gott im Himmel hat an allen

seine Lust, sein Wohlgefallen,

|: kennt auch dich und hat dich lieb. :|

## Geschichte

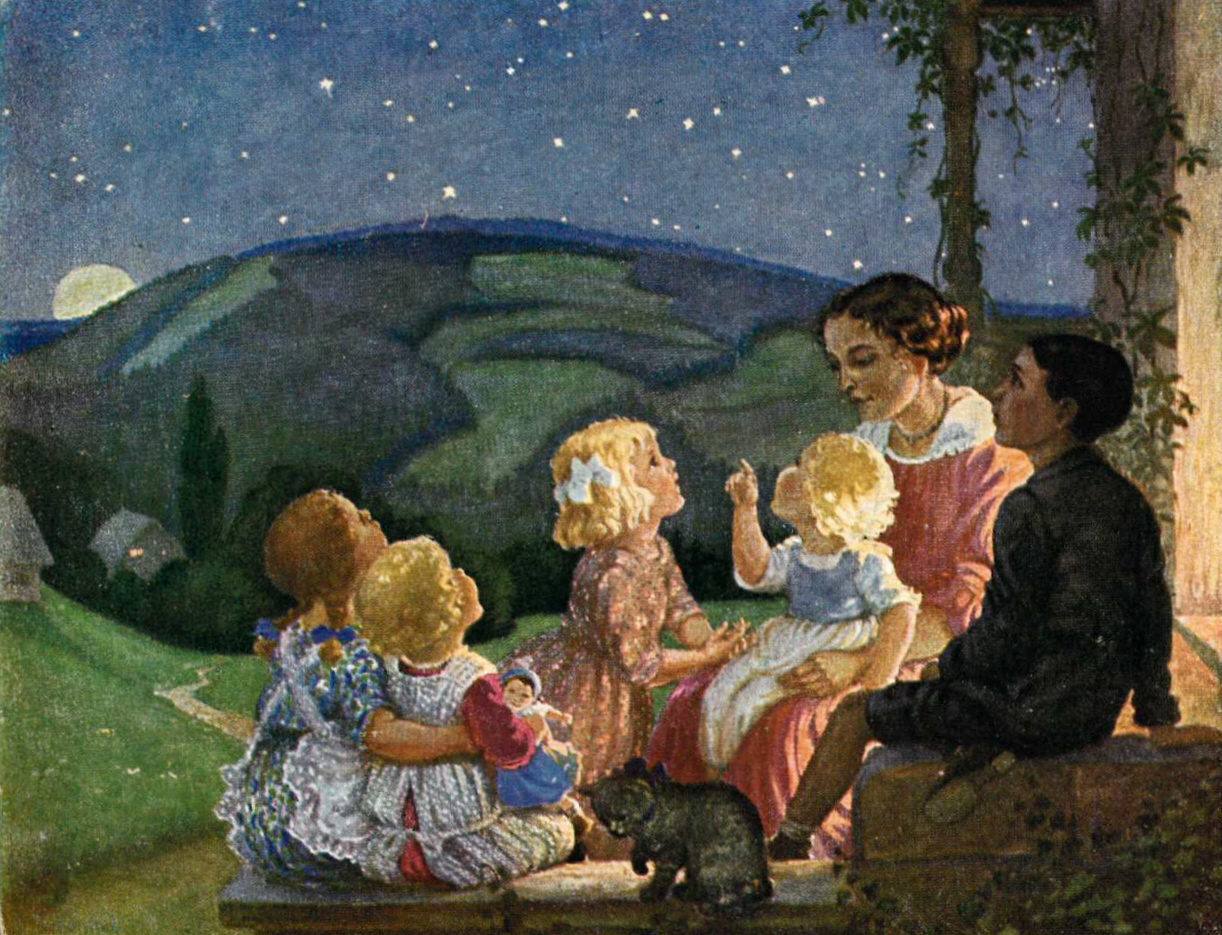
Franziska Schenkel: Weißt du, wie viel Sternlein stehen (Ansichtskarte)

Wilhelm Hey veröffentlichte den Text erstmals 1837 im „ernsthaften Anhange“ seiner zweiten Sammlung Noch funfzig Fabeln für Kinder, die der Verleger Friedrich Christoph Perthes zunächst anonym herausgab und die im 19. Jahrhundert vielfach nachgedruckt wurde. Derselben Sammlung entstammt auch das Weihnachtslied Alle Jahre wieder.
Dem Erstdruck von 1837 sollen fünf Notenblätter beigegeben gewesen sein, die auch die Melodiezuordnung von Weißt du, wie viel Sterne stehen erstmals belegen. Die Melodie ist dem Liebeslied So viel Stern’ am Himmel stehen entlehnt. Ein Text mit diesen Anfangsworten, aber dreizeiligem Strophenaufbau, findet sich 1808 im zweiten Band von Des Knaben Wunderhorn. 1818 erweiterten die Herausgeber des Buches Deutsche Lieder für Jung und Alt die Strophenform dieses Textes, um den Text einer Volksweise unterlegen zu können. Es wird vermutet, dass dieses Lied Hey möglicherweise als Vorbild diente, da der Strophenbau weitgehend übereinstimmt und die ersten beiden Textzeilen große Ähnlichkeiten aufweisen. In Gottfried Wilhelm Finks Musikalischem Hausschatz von 1843 ist die Melodie mit beiden Texten abgedruckt. Die Melodie ist ihrerseits dem Soldatenabschiedslied O du Deutschland, ich muss marschieren entlehnt, das von Ludwig Erk und Wilhelm Irmer als „Soldatenlied aus den Kriegsjahren 1813–15“ veröffentlicht wurde. Dieser Datierung widerspricht August Heinrich Hoffmann von Fallersleben, der bezeugt, das Lied schon 1809 anlässlich der Napoleonischen Kriege gehört zu haben, „als die Westphalen nach Spanien ziehen mußten. Es passt auch viel mehr zu der Zeit 1809–12 als zu der späteren, wo der Krieg im Lande selbst geführt wurde“. Eine patriotische Umdichtung des Soldatenliedes schuf 1815 Ernst Moritz Arndt.
Weitere Vertonungen des Texts stammen von Lorenz Kraußold (1836), Friedrich Silcher (1841), Carl Gottlieb Reißiger (1841) und Carl Wilhelm Fliegel (1854).

## Rezeption
In seinem Text „Er ist ein Pedant …“ aus dem Zyklus Nachher bedient sich Kurt Tucholsky des Liedes, um sich über die Vorstellung von Gott als einem pedantischen, alles zählenden Buchhalter lustig zu machen; zugleich moniert er die altertümelnde, feierliche Sprache des Gedichts.

## Trivia
Zu der Eingangsfrage des Liedes gibt es im Übrigen eine unromantische Antwort. So sind es etwa 6500 Sterne, die bei klarer Sicht mit bloßem Auge durchschnittlich guter Sehkraft erkannt werden können („freisichtig“ im astronomischen Sinne, Größenklasse über 6,8 mag). Bei Lichtverschmutzung sind es viel weniger, in Städten oft gar keine mehr.